# 菲爾興哈德格拉本河
49°06′08″N 10°43′10″E / 49.10212°N 10.71937°E
菲爾興哈德格拉本河是德國的河流，位於該國東南部，由巴伐利亞負責管轄，屬於武爾姆巴赫河的左支流，河道全長3.2公里。